# Extrablatt (Film)
Extrablatt ist eine US-amerikanische Filmkomödie unter der Regie von Billy Wilder aus dem Jahr 1974. Sie basiert auf dem Theaterstück Reporter (Originaltitel: The Front Page) von Ben Hecht und Charles MacArthur.

## Handlung
Hildy Johnson ist ein Spitzenreporter bei der Boulevardzeitung Chicago Examiner im Chicago der späten 1920er-Jahre (im Film wird der 6. Juni 1929 als Tag genannt). Den ständigen Stress bei der Arbeit leid hat er sich entschlossen, den Job hinzuschmeißen, seine aus wohlhabender Familie kommende Freundin Peggy Grant zu heiraten und beim Bruder seines künftigen Schwiegervaters in der Werbebranche einzusteigen. Sein Chef, der intrigante Herausgeber Walter Burns, ist natürlich nicht begeistert davon, sein bestes Pferd im Stall zu verlieren. Er versucht, dies mit allen Mitteln zu verhindern, zumal gerade jetzt die am morgigen Tag geplante Hinrichtung des Polizistenmörders Earl Williams eine gute Berichterstattung ermöglicht. Ein erster Versuch von Walter, sich bei Peggy als Hildys angeblicher Bewährungshelfer Otto Fishbein auszugeben und sie damit von der Heirat mit Hildy abzuhalten, scheitert.
Am Tag vor der geplanten Hinrichtung von Earl Williams kommen Reporter der verschiedenen Blätter in den Presseraum des Gerichtsgebäudes, um sich von den Vorbereitungen ein Bild zu machen. Sie vertreiben sich die Zeit mit Kartenspielen, bis Hildy erscheint, der sich von seinen Kollegen gebührend verabschieden möchte. Doch dann kann Earl Williams bei der psychiatrischen Abschlussuntersuchung sich einer Waffe bemächtigen – der Waffe des trotteligen Sheriffs – und fliehen. Nun sind die Reporter und der Sheriff nicht mehr zu halten, es kommt zu einer turbulenten Verfolgungsjagd, doch es werden nur falsche Fährten verfolgt. Währenddessen entdeckt Hildy, dass sich Williams noch im Gebäude befindet. Es gelingt ihm, ihn in den inzwischen verwaisten Presseraum zu locken und dort zu befragen. Hier wird er in einem Schreibtischschrank versteckt.
Mehr und mehr wird Hildy von dem Ablauf der Ereignisse in den Bann gezogen, während Peggy ungeduldig auf ihren Verlobten wartet. Burns plant, die Gefangennahme von Earl Williams durch den Examiner exklusiv zu verkünden und so zugleich den Sheriff bloßzustellen. Nicht zuletzt unter dem Einfluss von Burns entschließt er sich, über diesen Vorfall eine letzte Titelgeschichte zu schreiben. Earl steht unterdessen mehrfach in Gefahr, von den anderen Reportern in dem Schreibtischschrank entdeckt zu werden. Einmal kann die Prostituierte Mollie Malloy, Earls einzige Freundin, die Entdeckung noch verhindern, in dem sie mit einem Sprung aus dem Fenster für Aufregung sorgt. Schließlich entdeckt der Sheriff, dass Earl sich im Schrank befindet.
Der Sheriff steckt Hildy und Walter wegen Beihilfe zur Flucht von Earl Williams ins Gefängnis. Zufällig wird in die benachbarte Gefängniszelle aber ein betrunkener Mann namens Plunkett gesteckt: er ist ein Mitarbeiter des Gouverneurs, der eine Begnadigung von Earl Williams hat. Der Sheriff hatte Plunkett bei seinem Erscheinen zur Ablenkung in ein einschlägiges Lokal geschickt, da er die Hinrichtung unbedingt stattfinden lassen wollte, um sich im Hinblick auf die bevorstehende Wahl des Sheriffs zu profilieren. Walter droht dem Bürgermeister und dem Sheriff, die „ganze Wahrheit“ in seiner Zeitung zu veröffentlichen – so kommen die beiden aus dem Gefängnis frei und sie bringen den Bürgermeister überdies dazu, den Zug mit der Verlobten Peggy so lange an der Abfahrt zu hindern, bis er und Hildy mit einer Polizeieskorte am Bahnhof sind.
Dort verabschiedet sich Walter am Zugfenster von dem Liebespaar mit den besten Wünschen und schenkt zum „Abschied“ – Hildy noch die Taschenuhr mit der Widmung seines verstorbenen Vaters und Vorgängers als Zeitungsverleger. Als der Zug abgefahren ist, geht er zum Stationsbeamten und fragt diesen, wo der Zug als Nächstes hält. Nachdem dieser ihm die Station nennt, befiehlt er ihm die dortige Polizei zu benachrichtigen, dass sie einen Hildebrand Jones aus dem Zug holen sollten, der ihm seine Taschenuhr gestohlen habe. Damit konnte er die Hochzeit verhindern und seinen Starreporter Hildy für seine Zeitung zurückgewinnen.

## Hintergründe
Die Geschichte wurde zuvor bereits zweimal verfilmt und später noch einmal:
- 1931 The Front Page mit Adolphe Menjou als Burns und Pat O’Brien als Hildy unter der Regie von Lewis Milestone
- 1940 Sein Mädchen für besondere Fälle (OT: His Girl Friday) mit Cary Grant als Burns und Rosalind Russell (als Hildy) unter der Regie von Howard Hawks
- 1988 Eine Frau steht ihren Mann (OT: Switching Channels)[1] von Ted Kotcheff mit Burt Reynolds und Kathleen Turner, hier sind die Zeitungsreporter Fernsehreporter.

## Synchronisation
Die deutsche Synchronbearbeitung entstand 1974 in den Ateliers der Berliner Synchron GmbH, Berlin, unter der Regie von Dietmar Behnke. Das Dialogbuch verfasste Lutz Arenz.
| Rolle                                      | Darsteller       | Synchronsprecher   |
| ------------------------------------------ | ---------------- | ------------------ |
| Hildebrand „Hildy“ Johnson                 | Jack Lemmon      | Georg Thomalla     |
| Walter Burns alias Otto Fishbine           | Walter Matthau   | Martin Hirthe      |
| Peggy Grant                                | Susan Sarandon   | Ute Meinhardt      |
| Murphy, * Reporter für eine andere Zeitung | Charles Durning  | Michael Chevalier  |
| Roy Bensinger (wie * Murphy)               | David Wayne      | Leo Bardischewski  |
| 'Der ehrenwerte Pete' Hartmann, Sheriff    | Vincent Gardenia | Klaus Havenstein   |
| Earl Williams                              | Austin Pendleton | Stefan Behrens     |
| Kruger (wie * Murphy)                      | Allen Garfield   | Joachim Röcker     |
| Dr. Max J. Eggelhofer                      | Martin Gabel     | Klaus Miedel       |
| Mr. Plunkett                               | Paul Benedict    | Wolfgang Spier     |
| Schwartz                                   | Herbert Edelman  | Eric Vaessen       |
| Endicott                                   | Lou Frizzell     | Wolfgang Völz      |
| Bürgermeister                              | Harold Gould     | Heinz Petruo       |
| Mollie Malloy                              | Carol Burnett    | Barbara Ratthey    |
| Rudy Keppler                               | Jon Korkes       | Andreas Mannkopff  |
| McHugh (wie * Murphy)                      | Dick O’Neill     | Gerhard Schinschke |
| Wilson                                     | Noam Pitlik      | Edgar Ott          |
| Jennie                                     | Doro Merande     | Ursula Krieg       |

## Kritiken
„Dritte Verfilmung der unverwüstlichen Komödie [...], durch einige Längen und Derbheiten etwas aus dem Tritt gebracht, dank vorzüglicher Darsteller aber immer noch sehr erheiternd und auch in den tragischen Dimensionen wirksam.“

„Komödien-Altmeister Billy Wilder schuf hier eine slapstick-geladene, bitterböse Satire auf Journalismus und Justiz und deren Verhältnis zu Geld, Ruhm und Macht. Obwohl Wilder die Handlung in die späten 20er Jahre verlegte, ist die Atmosphäre von den Erfahrungen der 70er geprägt: Watergate, Vietnam, Studentenrevolten. Das eingespielte Schauspielerduo Lemmon/Matthau lieferte mit seinen köstlichen Wortgefechten ein echtes Bravourstück, das auch heute noch nichts von seiner Spritzigkeit eingebüßt hat.“

## Auszeichnungen
Golden Globe Awards 1975
- Bester Film – Musical/Komödie (Nominierung)
- Bester Hauptdarsteller – Musical/Komödie: Jack Lemmon (Nominierung)
- Bester Hauptdarsteller – Musical/Komödie: Walter Matthau (Nominierung)

### David di Donatello Awards, Italien
- 1975 David für den besten Regisseur eines (ausländischen) Films an Billy Wilder
- 1975 David für den besten (ausländischen) Schauspieler an Jack Lemmon und Walter Matthau, gemeinsam mit Burt Lancaster für Gewalt und Leidenschaft (Italien 1974)

## DVD-Veröffentlichung
- Das Extrablatt. Carol Media 2008